# Osteochilus bellus
Osteochilus bellus (danh pháp hai phần: Osteochilus bellus) là một loài cá thuộc chi Cá mè phương nam trong họ Cá chép. Loài cá này sinh sống ở Đông Borneo.